# シリリッド

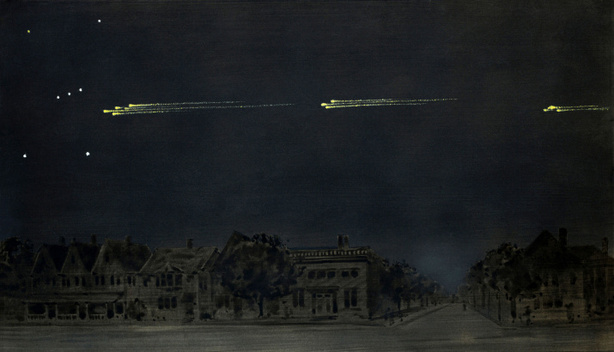
グスタフ・ハーンによって描かれた流星群の絵画

シリリッド（Cyrillids）とは、1913年2月9日に発生した流星群である。地球に落下する流星としては、特殊な軌道を持っていたと考えられている。

## 現象と原因
アメリカ合衆国の北東部からカナダの南東部で、1913年2月9日の午後9時頃に60個余りの赤い火玉が、北西の空から南西の空へ向かって飛行する様子が目撃された。翌日2月10日の午前2時20分頃、前日の現象から5時間あまり後に今度は小規模な現象が確認された。この現象はさらにアメリカ東海岸沖から中米沖、そしてブラジル沖の船舶からも確認されていたことが2013年に記録の収集により判明した。
カナダの天文学者クラレンス・チャントにより、これらの流星の軌道が分析された結果、地球を周回する軌道だったと判明した。地球を周回する軌道を持つ天体としては、月が知られている。シリリッドは、その月とは別に、新たに地球の重力圏に小惑星が捕捉され、一時的に天然の衛星となった後、それが地球周回軌道から地球の大気圏へと突入して、分解したために発生した流星群であるとする説が有力である。

## 名称について
一般的には「1913 Great Meteor Procession」と呼ばれている。
天文学者のジョン・オキーフはアレクサンドリアのキュリロスの日（St. Cyril's day）に因んで「Cyrillids」と命名すべきと主張している。

## 文献
- O'Keefe, J. A.. “A Probable Natural Satellite: The Meteor Procession of February 9 1913”. Journal of the Royal Astronomical Society of Canada 53:  59-65.
- O'Keefe, J. A.. “New Data on Cyrillids”. Journal of the Royal Astronomical Society of Canada 62:  97-98.
- O'Keefe, J. A. (1991). “The Cyrillid Shower: Remnant of a Circumterrestrial Ring?”. Abstracts of the Lunar and Planetary Science Conference 22:  995-996.
- Graham C. Wilson (2013-2-9). Six interesting articles on the "Great Fireball Procession". Turnstone Geological Services Limited. pp. 2.
- David A.J. Seargent (2010-09-24). Weird Astronomy. Springer Science & Business Media. pp. 265. ISBN 9781441964243.
- “The Great Meteor Procession of 1913”. スカイ&テレスコープ 125 (2):  32-34. (2013-2).
- Mebane, Alexander D (1956). “Observations of the Great Fireball Procession of 1913 February 9, Meteoritics”. Meteoritics 1 (4):  405-421.
- Umberto Fracassini (1949). “voce Cirillo d’Alessandria”. Enciclopedia Italiana Treccani, Roma 1931 (rist. fotolitica 1949) X:  439-440.